# پرایشت
پرایشت (به آلمانی: Preist) یک شهر در آلمان است که در بیتبورگ-پروم واقع شده‌است.